# 岩手県立一関第一高等学校・附属中学校
岩手県立一関第一高等学校・附属中学校（いわてけんりつ いちのせきだいいちこうとうがっこう・ふぞくちゅうがっこう）は、岩手県一関市磐井町に所在する公立中高一貫校。
略称として在校生・卒業生は「関高」（かんこう）と呼び、一関市内では「一高」（いちこう）、市外では「関一」（せきいち）もしくは「一関一高」（いちのせきいちこう）などと呼ぶ。メディアの略称表記としては「一関一」が一般的である。

## 概要
歴史
1898年（明治31年）に開校した「岩手県一関尋常中学校」（旧制中学校）を前身とする。2009年（平成21年）に中学校を併設し、中高一貫教育を開始した。2018年（平成30年）に創立120周年を迎えた。
通学区域
東北本線沿いに公立普通科校が無いという事情もあり、隣県の宮城県北部から通学する生徒もいる。
設置課程・学科 （高等学校）
全日制課程 2学科
- 普通科 （1学年5学級、2.3学年4学級)
- 理数科 （2.3学年1学級)

生徒募集は普通科と理数科をまとめて行われている（くくり募集）
定時制課程 1学科
- 普通科

校訓
- 切磋琢磨
- 質実剛健
- 不屈不撓
- 修文練武
- 高志
- 遂げずばやまじ

教育目標
- 社会の進歩・発展に積極的に寄与する姿勢とその資質・能力を備えた人間を育成する。
- 広く世界に目を向けて感性を磨き、創造性と進取の気性に富んだ人間を育成する。
- 思いやりのある豊かな心、高い知性を持ち、たくましく生きる人間を育成する。

進路
卒業生の進路は、大学への進学が多い。

## 沿革
旧制中学校・新制高等学校（男子校）時代
- 1898年（明治31年）3月 - 「岩手県一関尋常中学校」として創立。（10月1日を開校記念日に制定。）
- 1899年（明治32年）2月 - 「岩手県一関中学校」と改称。
- 1901年（明治34年）6月 - 「岩手県立一関中学校」と改称（県の後に「立」が加えられる）。
- 1916年（大正7年） - 第2回全国中等学校優勝野球大会に出場。京都二中を相手に甲子園における歴史上初めてのスクイズを成功させ1勝をあげる。
- 1930年（昭和5年）5月 - 校舎を改築。
- 1947年（昭和22年）
  - 4月1日 - 学制改革（六・三制の実施）
    - 旧制中学校の生徒募集を停止。
    - 新制中学校を併設（名称：岩手県立一関中学校併設中学校、以下・併設中学校）し、旧制中学校1・2年修了者を新制中学2・3年生として収容。
    - 併設中学校はあくまで暫定的に設置された中学校で、新たに生徒募集は行われず、在校生が2・3年生のみであった。
    - 旧制中学校3・4年修了者はそのまま旧制中学校4・5年生として在籍。

  - 9月 - カスリーン台風の来襲により3m床上浸水。
- 1948年（昭和23年）
  - 4月1日 - 学制改革（六・三・三制の実施）により旧制中学校は廃止され、新制高等学校「岩手県立一関第一高等学校」（男子校）が発足。
    - 定時制課程を併設。また流、真滝、平泉の定時制3分校を設置。
    - 旧制中学校卒業生（希望者）を新制高校3年生として、旧制中学校4年修了者を新制高校2年生として編入。
    - 併設中学校卒業生を新制高校1年生として収容。
    - 併設中学校は継承され（名称：岩手県立一関第一高等学校併設中学校）、在校生が1946年（昭和21年）に入学した3年生のみとなる。

  - 9月 - アイオン台風来襲の大水害で校地に被害を受ける。

新制高等学校（男女共学）
- 1949年（昭和24年）
  - 3月31日 - 最後の卒業生を送り出し、併設中学校を廃止。
  - 4月1日 - 高校三原則に基づく公立高校再編。
    - 岩手県立一関第二高等学校（女子校）・一関市立女子高等学校・組合立一関農業高等学校の3校を統合し、総合制高等学校「岩手県立一関高等学校」が発足。
    - 男女共学を開始。
    - 流分校が分離し、岩手県立花泉高等学校として独立。
    - 定時制（昼間）舞川分校を設置。
- 1950年（昭和25年）4月1日 - 商業科を設置。定時制（昼間）厳美分校を設置。
- 1951年（昭和26年）
  - 3月31日 - 定時制平泉分校を廃止。
  - 4月1日 - 学校分離により「岩手県立一関第一高等学校」（男女共学）となる。岩手県立一関第二高等学校（男女共学）を分離。
- 1955年（昭和30年）4月 - 第27回選抜高等学校野球大会に、東北地区から初となる選抜大会出場を果たす。
- 1960年（昭和35年）6月 - 火災により校舎本館と第二校舎、付属建物等を焼失。
- 1961年（昭和36年）11月 - 鉄筋コンクリート造3階建ての第一校舎が完成。
- 1963年（昭和38年）3月31日 - 定時制真滝分校を廃止。
- 1965年（昭和40年）3月31日 - 定時制厳美分校を廃止。
- 1968年（昭和43年）
  - 3月31日 - 定時制舞川分校を廃止。
  - 3月 - 第一体育館が落成。
- 1970年（昭和45年）8月 - 記念館が完成。
- 1972年（昭和47年）
  - 3月 - 商業科の募集を停止。
  - 4月1日 - 理数科を1学級設置。
  - 7月 - 鉄筋コンクリート造4階建ての第二校舎と部室が完成。
- 1974年（昭和49年）3月31日 - 商業科を廃止。
- 1978年（昭和53年）10月 - 創立80周年を記念して第二図書館が完成。
- 1979年（昭和54年）3月 - 同窓会から第二グラウンド用地が寄付される。
- 1980年（昭和55年）1月 - 第一校舎全面改装、第二グラウンドを整地。
- 1981年（昭和56年）8月 - 第二グラウンドに弓道場が完成。
- 1984年（昭和59年）9月 - コンビネーション・トレーナー室を設置。
- 1985年（昭和60年）1月 - 柔剣道場が完成。
- 1987年（昭和62年）3月 - 第一校舎前の環境美化整備を実施。
- 1991年（平成3年） - 岩手県勢としては初めて全日本合唱コンクール全国大会（第44回）で金賞を受賞。
- 1993年（平成5年）
  - 2月 - 第一グラウンドを改修。
  - 3月 - 校舎大規模改造（第一期）を実施。
- 1994年（平成6年）3月 - 校舎大規模改造（第二期）を実施。
- 1996年（平成8年）12月 - タイ・中国との交流を開始。
- 1998年（平成10年）3月 - 研修会館「知新館」が完成。
- 1999年（平成11年）3月 - 第一体育館の大規模改造を実施。
- 2004年（平成16年）3月 - 野球部、第76回選抜高等学校野球大会に21世紀枠で出場。
- 2007年（平成19年）3月 - 新校舎、体育館が完成。理数科のくくり募集を開始。
- 2008年（平成20年）7月 - 新グラウンドが完成。

中高一貫教育
- 2009年（平成21年）4月 - 中学校を併設。併設型中高一貫教育を開始。「岩手県立一関第一高等学校・附属中学校」（現校名）
- 2011年（平成23年） - 東日本大震災でいわいホールの天井が落下。
- 2012年（平成24年） - 第三アリーナ完成(サブ体育館兼柔剣道場)。

## 学校生活

### 学習
4学期制で、50分7時間授業（3年次後半より100分4時間授業）が採用されてきた。平成27年度は2学期制で、3年次後半を含め50分7時間授業が採用されている。

### 主な行事
- 対面式
- 應援歌練習

応援団幹部によって1週間かけて行われる。
- クラスマッチ

体育祭直前に2日間の日程で行われる。種目はサッカー･ソフトボール・バレーボール・バスケットボール・バミトントン・ドッジボール。雨天時はそれぞれフットサル・卓球となる。自分が所属する種目（ソフト・硬式・軟式野球部ならソフトボール、バミトントン部ならバミトントン）には出場できないが、マネージャーは出場できる。理数科のクラスなど明らかに女子の人数が足りないとき、また、思い出作りのために、担任・副担任が出場することも珍しくない。優勝チームは先生チームとエキシビションマッチをやることがある。
- 体育祭

1〜3年のランダム縦割り3クラスの合同チームごとによって行われる。各チーム、それぞれ色を持つ。種目は男子が「騎馬戦・ポセイドン」、女子が「綱引き･アマゾネス（タイヤの取り合い）」、1年生が「関高幼稚園」、2年生が「旗作り・旗紹介」3年生が「応援合戦(ダンス)、豪気節」、最後に「最強リレー」が行われる。硬式･軟式野球部員は「騎馬戦・ポセイドン」に参加することができず（怪我を回避するため）、審判員として参加する。また、交通整理も行うなど、彼らのおかげで体育祭が成り立っている。なお、前日には1年生が幼稚園児に仮装して駅前に宣伝しに行くという「宣伝行列」が行われる。生徒会が中心となって、附属中との合同開催の在り方を模索している最中である。(2014年度は合同開催の形で行われた)
- 合唱コンクール

一関文化センター大ホールで公開で行われる。これまで課題曲と自由曲の2曲を各クラスごと発表していたが、2009年度からは時間制限を設けた自由曲（制限時間内であれば複数曲可）のみの発表形式に。さらに2021年からは、課題曲が各学年それぞれに設けられ、自由曲は一曲のみの発表形式となった。審査員は外部からの合唱関係者3名が務め、審査員3名の合計点数によって順位が決められる。全体の1-3位、各学年の1-3位、全クラスの中から審査員が選んだ特別賞（古藤賞・一関一高の音楽教育に名を刻んだ先生の名から）に対して表彰される。
- 文化祭

合唱コンクールの次の土曜日に公開で行われる。1年生が学校全体の装飾、2年生が各クラスごとの出し物、3年生が屋台（文系は軽食中心・理系は食堂）が典型となっている。

### 部活動
部活動や応援団の活動が活発であり、毎年4月には応援歌練習が繰り広げられる。
運動部
- 硬式野球
- 軟式野球
- 弓道
- 剣道
- サッカー
- 柔道 (現在廃部)
- 水泳
- ソフトテニス
- 卓球
- 山岳　(現在廃部)
- バスケットボール
- バドミントン
- バレーボール
- 陸上競技
- ソフトボール

文化部・同好会
- 囲碁・将棋
- ※音楽
- 吹奏楽研究
- ※ カメラ
- 美術
- 茶道
- 英語研究
- 書道
- 文学
- 競技歌留多
- 軽音楽（旧ギターマンドリン）
- パソコン

※ 音楽部は合唱部、カメラ部は写真部のこと
委員会
- 生徒会総務
- 図書委員会
- 文化祭実行委員会
- 合唱コンクール実行委員会
- いわい編集委員会
- 体育祭実行委員会
- クラスマッチ実行委員会
- 保健委員会
- 放送委員会
- 代表委員会

## 附属中学校
2009年（平成21年）度より附属中学校を開校し、岩手県内では初の併設型中高一貫校となった。募集人員は平成31年度までは、1学年80名（男女共に40名ずつ）、2クラスであり、岩手県内全域から通学可能であった。令和2年度以降、募集人員は70名となり、男女枠はなくなった。入学者選抜は、適性検査・作文・面接で合否を決定、調査書は合否判定の参考資料として扱う。2022年度からは聞き取りテストが追加。2024年度からは英語も追加され、面接の代わりにグループディスカッションをやる年もある。今後も高校募集は行われる。なお、校歌は中学校・高校共に共通のものを使用している。

## アクセス
- JR一ノ関駅から徒歩20分
- 岩手県交通 一関一高前下車　徒歩3分
- 栗原市民バス 築館一関線 一関一高前下車　徒歩3分

## 著名な出身者

### 政治・行政・経済・軍事
- 相沢三郎 - 陸軍中佐
- 浅利三朗 - 内務官僚、栃木県知事（官選第25代）、香川県知事（官選第19代）、衆議院議員（3期）
- 菅原佐平 -海軍軍医中将、一関市長
- 阿部勝雄 - 海軍中将
- 飯沢匡 - 岩手県議会議員、地域政党いわて代表
- 伊藤忠一 - 外交官、駐ネパール大使、日本ネパール協会会長
- 佐々木一朗 - 元一関市長
- 佐々木洋平 - 衆議院議員、大日本猟友会会長
- 佐藤善仁 - 一関市長
- 志賀健次郎 - 衆議院議員、防衛庁長官
- 菅原郁郎 - 経済産業事務次官
- 菅原喜重郎 - 東山町長、衆議院議員
- 菅原希 - 総務省行政評価局長[2]
- 千葉絢子 - 岩手県議会議員、岩手めんこいテレビアナウンサー
- 永野勝美 - 岩手銀行頭取
- 深沢晟雄 - 沢内村村長
- 増子次郎 - 東北電力会長、東北経済連合会会長
- 増田盛 - 農林官僚、参議院議員

### 学術・文化・芸術
- 山田晟 - 東京大学名誉教授
- 伊藤孝雄 - 俳優
- 小野寺公二 - 歴史小説作家、「岩手県民の歌」作詞者（「田原耕二」名義）
- 上野火山 - 劇作家・翻訳家・演出家
- 内海隆一郎 - 作家
- 遠藤公男 - 作家
- 及川和男 - 小説家
- 加藤楸邨 - 俳人(後に旧制金沢一中へ転校)
- 久保田宗一郎 - 東邦大学理学部教授、ゲノム進化ダイナミクス研究
- 熊谷登久平-洋画家
- 菅野峰明 - 地理学者、埼玉大学名誉教授
- 芳川顕雄 - 願成寺住職、東京・大阪少年審判所審判員 、一関夜間中学校創立者
- 阿部美樹志 - 建築家・土木技術者・我が国最初の鉄筋コンクリート高架鉄道の設計者。日本の鉄筋コンクリート工学の開祖。
- 佐々木良昭 - 国際問題評論家、イスラム圏研究者
- 島地勝彦 - 編集者・実業家・作家
- ジョヴァンニ安東 - 芸術家（サイバーゲージツ家）
- なかだえり - イラストレーター
- 中津文彦 - 作家
- 藤野耕平 - 漫画家
- 星亮一 - 作家
- 光瀬龍 - SF作家
- 三船久蔵 - 柔道家(後に旧制仙台二中へ転校)
- 三好京三 - 直木賞作家
- 森口多里 - 美術史家
- 矢野文夫-日本画家　作家　翻訳
- 馬里邑れい - 小説家

### 芸能・マスコミ・スポーツ
- きくち伸 - フジテレビプロデューサー
- SHUHO - ダンサー 、振付師、 吉本坂46メンバー
- 木村正太 - 元・プロ野球選手（読売ジャイアンツ）
- 阿部寿樹 - プロ野球選手（東北楽天ゴールデンイーグルス）
- 佐藤千尋 - 元・女子プロ野球選手（兵庫スイングスマイリーズ → ノースレイア → 埼玉アストライア → 愛知ディオーネ）
- 野口亜紀子 - フリーアナウンサー
- 菅生翔平 - 東北放送（TBC）アナウンサー
- 藤原梨香 - エディター、元長野エフエム放送、テレビユー福島（TUF）アナウンサー